# Брежниците
Брежниците е село в Северна България. То се намира в община Трявна, област Габрово.

## География
Село Брежниците се намира в планински район.